# Віорел Молдован
Віорел Молдован (рум. Viorel Moldovan, нар. 8 липня 1972, Бистриця) — румунський футболіст, нападник. По завершенні ігрової кар'єри — футбольний тренер.
Як гравець насамперед відомий виступами за клуб «Нант», а також національну збірну Румунії.
Чемпіон Швейцарії. Чемпіон Франції.

## Клубна кар'єра
Народився 8 липня 1972 року в місті Бистриця. Вихованець футбольної школи клубу «Глорія» (Бистриця). Дорослу футбольну кар'єру розпочав 1990 року в основній команді того ж клубу, в якій провів три сезони, взявши участь у 84 матчах чемпіонату.
Згодом з 1993 по 2000 рік грав у складі команд клубів «Динамо» (Бухарест), «Ксамакс», «Ґрассгоппер», «Ковентрі Сіті» та «Фенербахче». Протягом цих років виборов титул чемпіона Швейцарії.
Своєю грою за останню команду привернув увагу представників тренерського штабу клубу «Нант», до складу якого приєднався 2000 року. Відіграв за команду з Нанта наступні три сезони своєї ігрової кар'єри. У складі «Нанта» був одним з головних бомбардирів команди, маючи середню результативність на рівні 0,35 гола за гру першості. За цей час додав до переліку своїх трофеїв титул чемпіона Франції.
Протягом 2003—2005 років захищав кольори клубів «Аль-Вахда» (Абу-Дабі), «Нант», «Серветт» та «Політехніка» (Тімішоара).
Завершив професійну ігрову кар'єру у клубі «Рапід» (Бухарест), за команду якого виступав протягом 2006—2007 років.

## Виступи за збірну
1993 року дебютував в офіційних матчах у складі національної збірної Румунії. Протягом кар'єри у національній команді, яка тривала 14 років, провів у формі головної команди країни 70 матчів, забивши 26 голів.
У складі збірної був учасником чемпіонату світу 1994 року у США, чемпіонату Європи 1996 року в Англії, чемпіонату світу 1998 року у Франції, чемпіонату Європи 2000 року у Бельгії та Нідерландах.

## Кар'єра тренера
Розпочав тренерську кар'єру невдовзі по завершенні кар'єри гравця, 2008 року, очоливши тренерський штаб клубу «Васлуй».
Згодом працював з командами «Брашова», «Спортула» і бухарестського «Рапіда».
2014 року деякий час очолював тренерський штаб молодіжної збірної Румунії, у той же період став помічником головного тренера головної збірної країни Ангела Йорденеску, з яким співпрацював у національній команді до 2016.
Наразі останнім місцем тренерської роботи Молдована був французький «Осер», головним тренером команди якого румунський спеціаліст був протягом частини 2016 року.

## Титули і досягнення
- Чемпіон Швейцарії (1):

«Грассгоппер»: 1997-98
- Чемпіон Франції (1):

«Нант»: 2000-01
- Володар Суперкубка Франції (1):

«Нант»: 2001
- Володар Кубка Румунії (2):

«Рапід»: 2005-06, 2006-07
- Найкращий бомбардир Чемпіонату Швейцарії (2):

«Грассгоппер»: 1995-96, 1996-97